# Modellen
|  | Denne artikel er oprettet af botten PalnaBot ud fra en ekstern database. Den kan derfor have sproglige fejl eller mangler. Denne skabelon kan fjernes efter kontrol af indholdet. |

Modellen er en kortfilm fra 1987 instrueret af Mette Strømfeldt, Peter Bunton Jørgensen efter manuskript af Mette Strømfeldt.

## Handling
En piges møde med en fotograf, set gennem fotografens kamera. Fortalt i en eksperimenterende form, hvor selve mediet undersøges. Modellen er en video om billeder. De billeder, som vi finder i modebladene. Billederne af kvinder for det meste taget af mænd.